# جوزيف كيبل (سياسي)
جوزيف كيبل هو محامي وصحفي وسياسي أمريكي، ولد في 17 أبريل 1801 في مقاطعة جفرسون في الولايات المتحدة، وتوفي في 1 مايو 1880 في بولدينغ في الولايات المتحدة. نشط حزبياً في الحزب الديمقراطي. وقد انتخب عضو مجلس النواب الأمريكي ‏.